# Pecopteris
Pecopteris é um gênero de folhas fronde, formado por vários grupos de plantas não relacionados, que floresceu no período Carbonífero. A Pecopteris apareceu pela primeira vez no período Devoniano, mas floresceu no Carbonífero, especialmente na Pensilvânia. Plantas com estas folhas foram extintas por volta do início do período Permiano. Plantas vascularizadas sem sementes (samambaias ou fetos) e reprodução por esporos. Viviam em ambientes úmidos e pantanosos.

## Etimologia
Pecopteris é derivada da palavra grega pekin (pente) e Pteris (Samambaia). Isto é porque as folhas das Pecopteris são agrupadas como os dentes de um pente.

## Espécies
Em 1997, já havia 250-300 espécies Pecopteris catalogadas.
No Brasil, fosseis do gênero Pecopteris, foram localizadas no afloramento Morro Papaléo  no município de Mariana Pimentel. Estão na Formação Rio Bonito e datam  do Sakmariano, no Permiano.

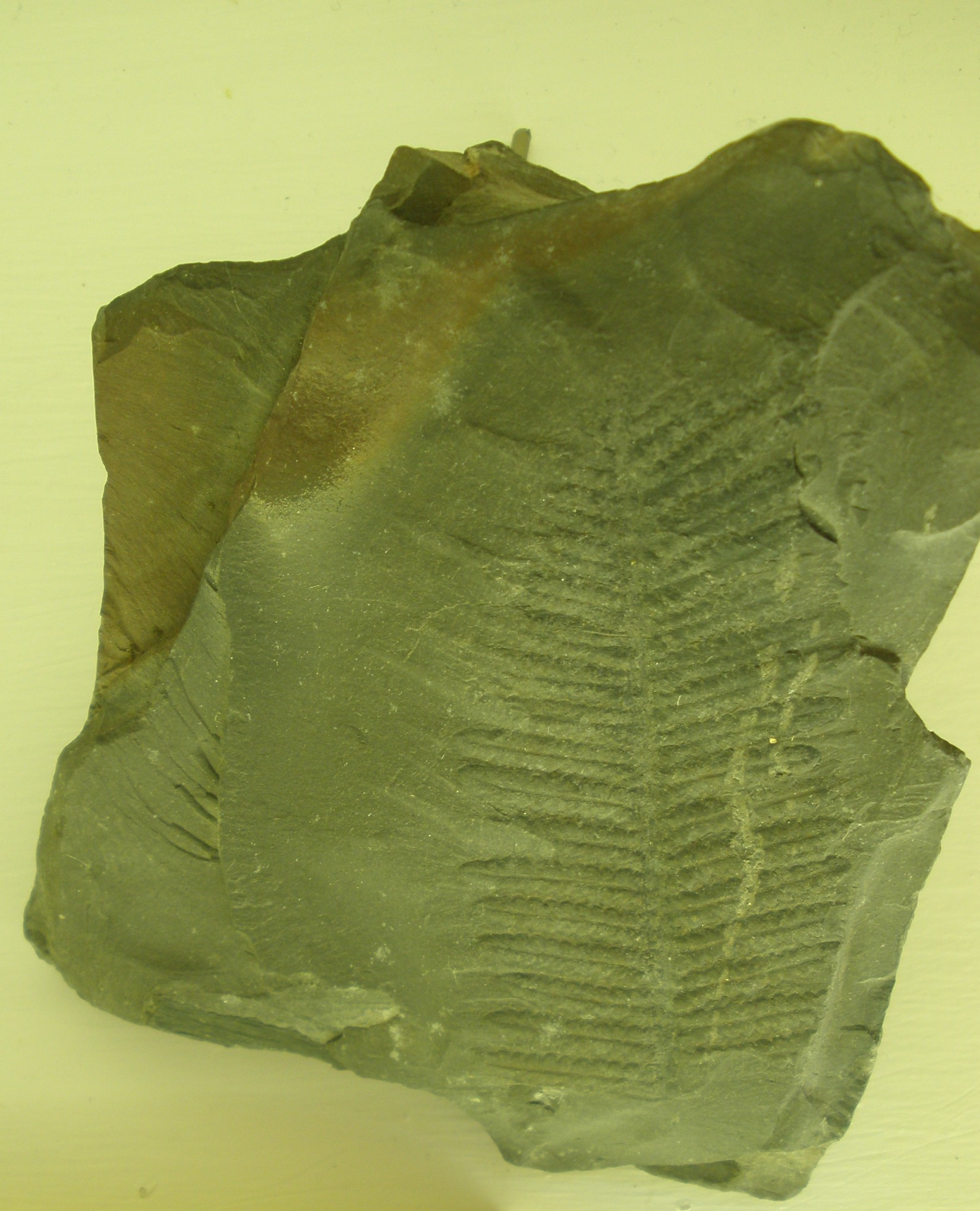
Pecopteris unita
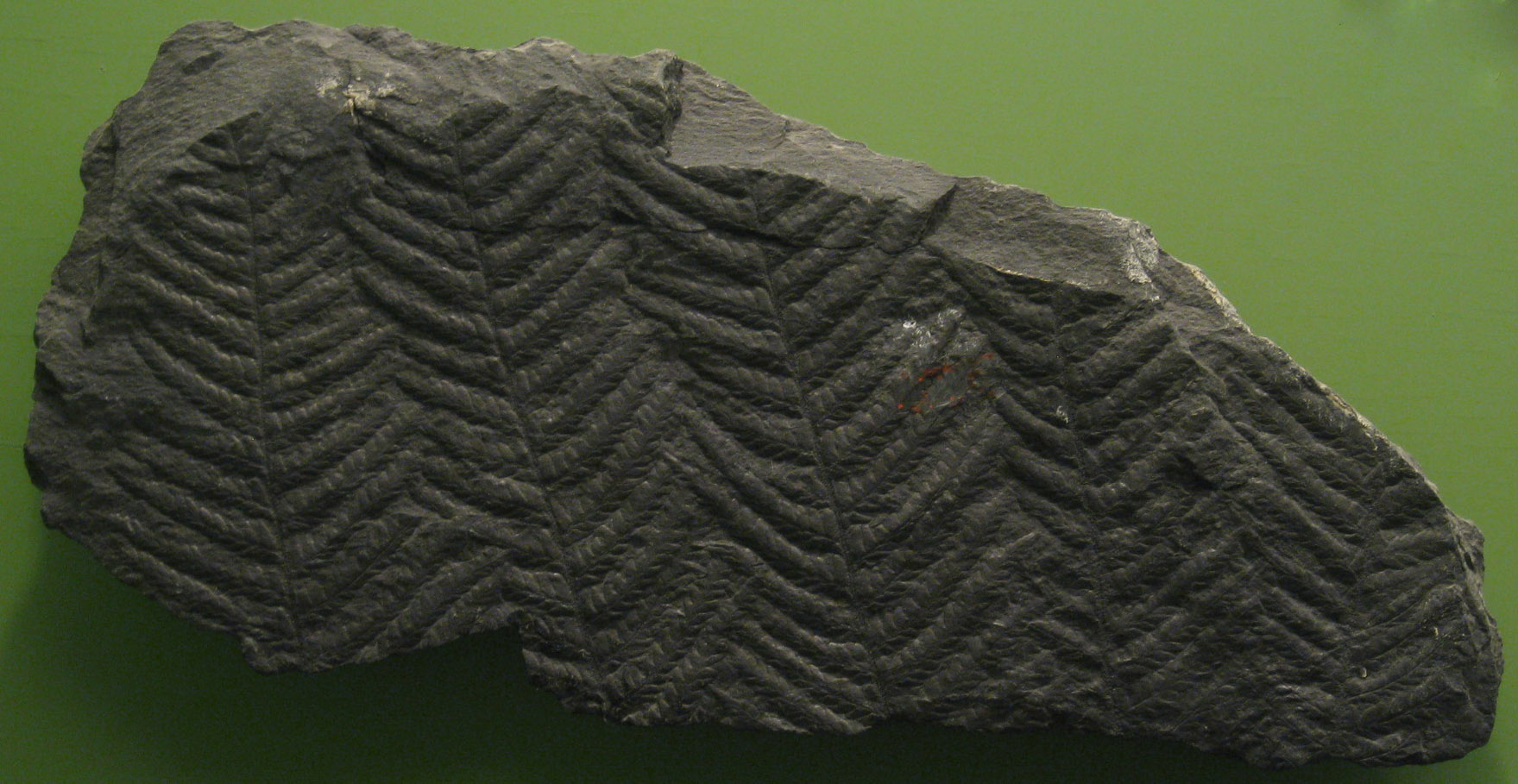
Pecopteris em exibição no State Museum of Pennsylvania
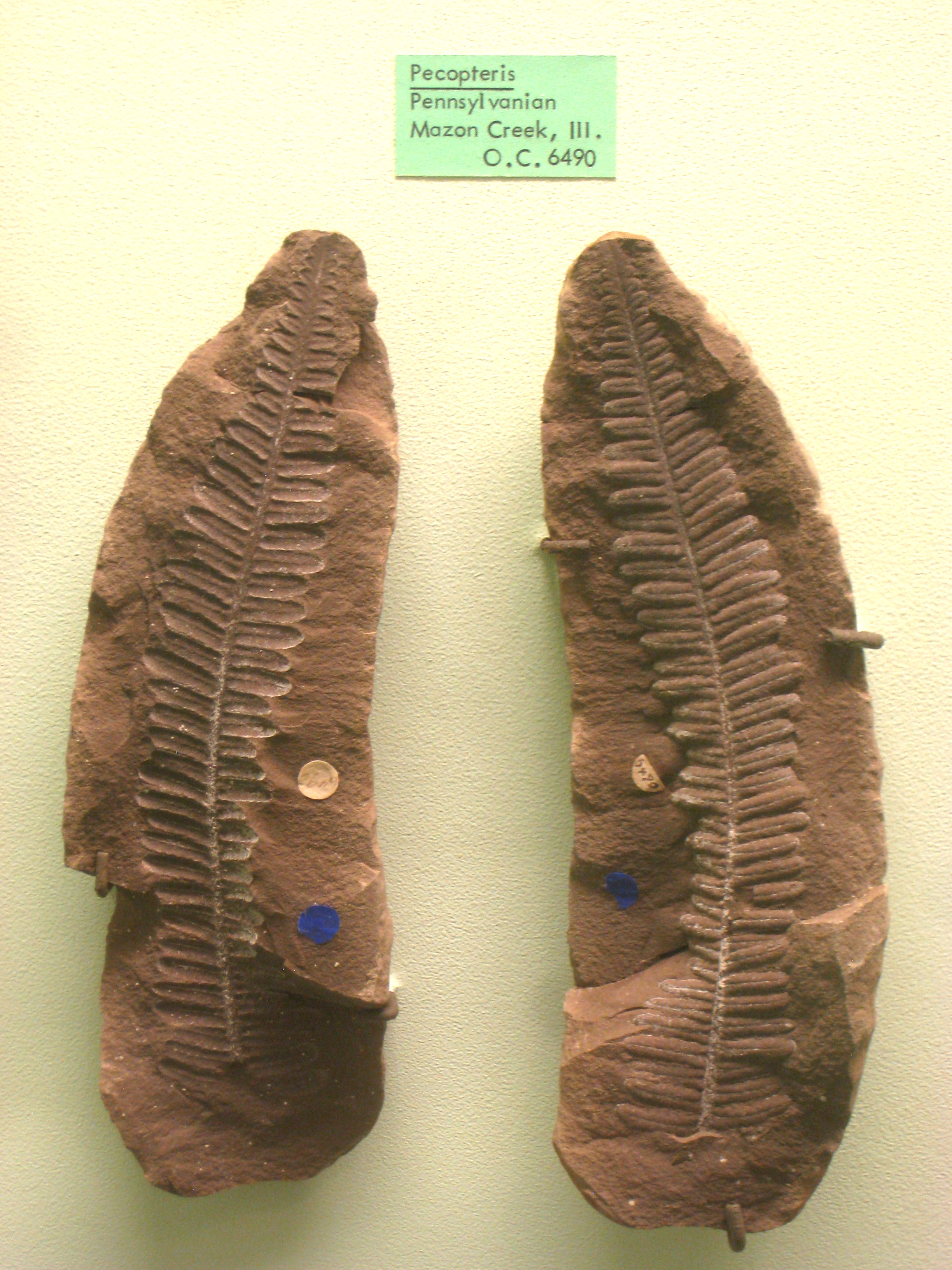
Pecopteris em exibição no Museum of Natural History, Ann Arbor